# プレンティ (企業)
プレンティ（英: Plenty Inc.）は、アメリカカリフォルニア州サウスサンフランシスコに本社を置く室内農業を手がけるアグテック（農業とテクノロジーが結びついた分野）のスタートアップである。サウスサンフランシスコにある古い配電センターを流用した植物工場でケールなどの葉物野菜を水耕栽培している。日本国内でもすでにチームを立ち上げて複数の土地を確保して進出をうかがっている。

## 概要
プレンティでは消費地の近郊にある屋内工場で高さ6mのポールを用いた垂直農法を行っており多くのメリットが謳われている。栄養分を含ませた水耕溶液をゆっくりと流してLEDを照射することで土や農薬や日光を必要とせず害虫被害のリスク低い作物栽培が可能とされる。天候の影響を受けず一年中栽培でき作物の安定供給が可能で、水の使用量は1%で済むので水が貴重で気候が農作に適さない地域でも作物を栽培できる。従来の農法よりも狭いビルの敷地で済むので地価の高い都市部でも地代を抑えやすく温度調整やLEDの電気代も安くすむ。消費地の近郊で栽培された野菜は高い鮮度のままAmazonフレッシュ等を通じて消費者に届ける事ができる。
工場内の全体管理は自動的に行われ、カメラや赤外線センサーをモニタリングし、ビッグデータと機械学習データ解析に基づいた独自アルゴリズムを用いAIがLED照明光の強さや波長、温度、湿度、水の流れなどを作物にとって最適な状態に調整する。この最適化により栄養素が高く味の良い野菜や果物を従来型農法と比べ2-5倍の期間で栽培でき、単位面積当たり150-350倍の生産量にできるといわれている。ただし収穫作業は自動化されておらず人間の手が必要とされる。

## 水耕栽培の課題
一般的な水耕栽培同様に水耕溶液の循環やLED光や温度湿度の管理・供給が途絶えると農作物が育たなくなってしまうため電力供給と水道供給が安定した地域であることがプレンティでも必須条件となる。従来の水耕栽培では初期コストや水道や電気のコストが従来の土壌栽培の何倍もかかることや、水耕栽培は葉物野菜の栽培には向けで主食としての需要が高く採算の取りやすい根菜や穀物の栽培には向いていない。この2つの課題が多くの先駆者たちが手がける水耕植物工場の経営を苦しめてきた。プレンティのワイオミング州試験農場ではイチゴ、ニンジン、トマト、スイカなど、400種以上もの作物が育てられ「プレンティは何でも栽培できる」と自称するほど栽培には自信を持っているが、約450gの作物を育てるのに40ドルものコストがかかっておりコストダウンが大きな課題とされている。プレンティでは作物の育成をモニタリングして蓄積したビッグデータと機械学習を使って水耕溶液の配合やLED光等の生育環境を適切化して生産量を上げる試みや人口密集地の近くに農場をつくることで従来の作物の小売価格の30-40％を占めていた運送費や貯蔵費をカットできないか模索している。

## 沿革
- 2014年8月21日 - Jack Oslan、Matt Barnard、 Nate Mazonson、 Nate Storeyにより設立
- 2017年6月13日 - Plentyが垂直農業技術のBright Agrotech社を買収[7]
- 2017年7月19日 - シリーズBラウンドでソフトバンク・ビジョン・ファンド、DCM Ventures、エリック・シュミット、ジェフ・ベゾスより2億ドル調達[8]
- 2017年11月3日 - ワシントン州ケントに100,000平方フィートの植物工場計画を発表(2018年上期開設予定)[9]
- 2017年11月7日 - リクルートホールディングス子会社のRSPファンド6号より出資受入れ[10]
- 2018年1月17日 - 中国都市部で少なくとも300の室内農園を展開し、北京と上海にプレンティ体験センターを設ける計画を発表[11]
- 2018年8月8日 - アラブ首長国連邦に初の国外拠点を設置しアブダビとドバイで販売する計画を発表[12]